# Laurent Gbagbo
Laurent Koudou Gbagbo (* 31. května 1945, Gagnoa, Pobřeží slonoviny) je bývalý prezident republiky Pobřeží slonoviny.

## Život
Na svět přišel jako syn katolické rodiny na středozápadě země. Dostalo se mu kvalitního vzdělání – stal se doktorem historie. Během studií si vysloužil pro svou oblibu latiny přezdívku „Cicero“. Po dosažení titulu zůstal v akademickém prostředí – jako vysokoškolský učitel. Roku 1971 byl však odsouzen ke dvěma rokům vězení za přednášky s „podvratným“ obsahem.
Počátkem 80. let byl aktivní v odborovém hnutí, roku 1982 však odešel na 6 let do exilu v Paříži. Svoji levicovou orientaci změnil na nacionalistickou a roku 1988 se stal aktivním členem Front populaire ivoirien – FPI (Lidová fronta Pobřeží slonoviny).
Roku 1990 se v prezidentských volbách postavil dlouholetému vůdci Côte d‘Ivoire, Felixi Houphouët-Boignymu, proti němuž však neměl mnoho šancí. Později se stal ministrem školství za FPI.
V druhé polovině 90. let začalo v zemi narůstat napětí. Klíčovou otázkou politiky se stalo postavení významné menšiny přistěhovalců z okolních zemí. V zemi narůstá xenofobie a jsou politizovány etnické a náboženské rozdíly. V neklidné době po převratu Roberta Guéïho v říjnových volbách roku 2000 opět kandidoval na prezidenta. Vítězem se prohlásili jak Guéï, tak on sám, který byl pravděpodobně skutečným vítězem problematických voleb. Hlavní město Abidžan ovládly na jeho podporu povstalecké oddíly, který se tak mohl ujmout úřadu 26. října 2000.

### V prezidentském úřadu
Jako jeden z prvních kroků v prezidentském úřadě bylo odsouzení kultu osobnosti u minulých prezidentů země a prohlásil, že již není nutné, aby prezidentova podobizna visela na úřadech a dalších veřejných místech. Jeho země však stála na prahu občanské války mezi vládou ovládaným jihem a povstaleckým severem. Válka v plné síle vypukla v září 2002. Ve válce proti povstalcům ovládajícím většinu země využíval i běloruských žoldáků. V roce 2004 bylo dosaženo příměří, avšak na konci roku se boje opět rozhořely. Gbagbovým osudem tak je být prezidentem rozdělené země. Má vášeň pro hudbu a dobré jídlo a neskrývá svoji averzi vůči novinářům.
Mezi politology se mu říká Starý lišák, protože už několikrát odložil prezidentské volby, původně plánované (dle ústavy) na rok 2005. Ty se nakonec uskutečnily až na podzim roku 2010. Za vítěze byl uznán jeho soupeř Alassane Ouattara, Gbagbo odmítl uznat výsledek a v zemi začali boje mezi ním a Ouattarou, které vyvrcholily v dubnu. Dne 11. dubna 2011 byl Gbagbo za účasti mezinárodních jednotek zadržen ve svém paláci v Abidžanu. Mezi tím však údajně zemřelo při bojích nejméně 800 lidí.  Nastala tak v podstatě podobná situace, jako při jeho nástupu do funkce.
Známý je jeho výrok „A sansculoti byli snad gentlemany?“ v reakci na dotaz reportéra z Le Monde ohledně vraždění, prováděné Gbagbovou armádou v konfliktních oblastech na severu státu.